# Edward Dembowski
Pour les articles homonymes, voir Dembowski.
Edward Dembowski (né le 31 mai 1822 – 27 février 1846 à Podgórze) est un philosophe, critique littéraire et militant indépendantiste polonais.

## Biographie
Edward Dembowski était le fils du voïvode Léon Dembowski, aristocrate conservateur du Royaume du Congrès, et de sa femme Julia Dembowska-Kochanowska. En raison de ces origines aristocratiques, qui en faisaient un héritier en vue de la szlachta, et qui contrastaient avec ses idéaux socialistes, on le surnomma le « châtelain rouge ».
Dembowski créa un journal, la « Revue Culturelle » (Przegląd Naukowy) destiné aux jeunes de l'élite polonaise (l’intelligentsia). Ses écrits philosophiques le désignent comme un « jeune hégélien. » En 1842–43, il rejoignit dans la clandestinité les militants indépendantistes polonais luttant contre un Royaume du Congrès inféodé à la Russie. Sur le point d'être arrêté par la police russe, il parvint à gagner le Grand-duché de Posen voisin, sous administration prussienne.
Il réapparut sur le devant de la scène lors du Soulèvement de Cracovie (1846), en tant que secrétaire du dictateur Jan Tyssowski. Il avait pris la tête d'une manifestation paysanne faisant barrage à l'armée autrichienne à Podgórze et tomba l'un des premiers sous les salves.